# كأس السوبر الأوروبي 1980
كأس السوبر الأوروبي 1980 (بالإنجليزية: 1980 European Super Cup)‏ هو الموسم 7 من  كأس السوبر الأوروبي. أشرف على تنظيمه الاتحاد الأوروبي لكرة القدم، وكان عدد الأندية المشاركة فيه  2، وفاز فيه نادي فالنسيا.